# Evandro Leitão
Evandro Sá Barreto Leitão (Fortaleza, 16 de abril de 1967) é um servidor público, gestor e político brasileiro filiado ao Partido dos Trabalhadores (PT). É o atual prefeito de Fortaleza desde 1.º de janeiro de 2025. Foi deputado estadual e presidente da Assembleia Legislativa do Estado do Ceará (ALECE).
Em 2022, foi reeleito deputado estadual do Ceará com 113.808 votos, foi eleito presidente da Assembleia Legislativa para o biênio 2021-2022 e reeleito para o biênio 2023-2024.

## Família e formação
Filho de Silvia Maria Miranda Barreto Leitão e Wellington Rocha Leitão, Evandro Leitão nasceu em 16 de abril de 1967 na capital cearense Fortaleza. É casado com Cristiane Sales Leitão, pai de Kaio, Cecília e Eduardo, e avô de Lucca. É bacharel em Ciências Econômicas pela Universidade de Fortaleza e em Direito pela Faculdade Integrada do Ceará e possui pós-graduação em Gestão Pública pela Secretaria da Administração do Ceará e em Marketing pela Bolsa de Valores Regional. Atuou como servidor público e auditor adjunto da Secretaria da Fazenda do Estado do Ceará.

## Carreira

### Presidente do Ceará Sporting Club (2008–2015)
Por sua formação como economista, Evandro passou a atuar em órgãos da direção do Ceará Sporting Club, um dos principais times esportivos do Nordeste. A partir de março de 2008, passou a exercer a Presidência do Clube, sendo reeleito e desempenhando essas funções até 2015. À frente do Alvinegro, conquistou uma Copa do Nordeste, quatro vezes o Campeonato Cearense, um acesso para a Série A do Brasileiro e uma classificação inédita para a Copa Sul-Americana. Após deixar a presidência do clube, Evandro integrou seu conselho deliberativo entre 2018 e 2022.

### Eleições de 2010
Após uma das melhores campanhas futebolísticas do Ceará Sporting Club, conseguindo acesso à Série A do Campeonato Brasileiro em 2009 (3º lugar da Série B de 2009), Evandro começou a disputar mandatos eletivos. Em 2010, filiado ao PDT, candidatou-se a uma vaga na Assembleia Legislativa pela primeira vez, obtendo 31.850 votos.
Apesar de não ter conseguido ficar entre os eleitos, Evandro foi convidado para assumir uma das secretarias estaduais no ano seguinte.

### Secretário Estadual do Trabalho e Desenvolvimento Social (2011–2013)
Como gestor, além de manter a Presidência do Ceará Sporting Club, Evandro também foi nomeado como Secretário do Trabalho e Desenvolvimento Social do Estado do Ceará de 2011 a 2013, durante o segundo mandato do ex-governador Cid Gomes.

### Deputado estadual do Ceará (2015–2024)
Evandro foi eleito deputado estadual pela primeira vez em 2014 com 70.228 votos, sendo o 12º candidato mais bem votado entre os 46 eleitos. Destacou-se na política cearense como líder do Governo Camilo Santana na Assembleia Legislativa de 2015 a 2018. 
Nas eleições de 2018, foi votado em 172 municípios cearenses. Ficou em nona colocação geral na disputa por uma das 46 vagas da Assembleia Legislativa e em quinto lugar da coligação, tendo recebido 83.486 votos. Foi eleito presidente da Assembleia Legislativa do Ceará por unanimidade para o biênio 2021/2022 e reeleito para o biênio 2023/2024. 
Evandro atuou ainda como presidente do Conselho Consultivo do Fundo de Financiamento às Micro, Pequenas e Médias Empresas do Estado do Ceará (FCE); do Conselho de Administração do Instituto de Desenvolvimento do Trabalho do Estado do Ceará (IDT); do Conselho Cearense do Artesanato e da Câmara Interministerial de Segurança Alimentar e Nutricional do Ceará (CAISAN). Coordenou a Comissão da Lei Orgânica de Assistência Social (Loas); a Comissão da Lei Orgânica de Assistência Social (Loas); e a Representação do Estado e dos Municípios da Comissão Intergestores Bipartite (CIB/CE). Foi conselheiro do Conselho Estadual de Desenvolvimento Econômico do Estado do Ceará (Cede) e do Conselho de Desporto da Secretaria do Esporte do Estado do Ceará (SESPORTE); membro do Fórum Nacional de Secretarias do Trabalho (Fonset) e do Fórum Nacional de Secretários de Estado da Assistência Social (Fonseas).
Em 29 de agosto de 2023, confirmou sua saída do PDT. Em 17 de dezembro de 2023, filiou-se ao Partido dos Trabalhadores (PT), com o objetivo de disputar as eleições de 2024 em Fortaleza como pré-candidato.

## Desempenho eleitoral
| Ano  | Eleição                | Partido | Cargo             | Votos   | %                  | Resultado | Ref.          |
| ---- | ---------------------- | ------- | ----------------- | ------- | ------------------ | --------- | ------------- |
| 2010 | Estaduais no Ceará     | PDT     | Deputado estadual | 31.850  | 0,89%              | Suplente  | [ 16 ] [ 17 ] |
| 2014 | Estaduais no Ceará     | PDT     | Deputado estadual | 70.228  | 1,57%              | Eleito    | [ 18 ] [ 17 ] |
| 2018 | Estaduais no Ceará     | PDT     | Deputado estadual | 83.486  | 1,83%              | Eleito    | [ 19 ] [ 17 ] |
| 2022 | Estaduais no Ceará     | PDT     | Deputado estadual | 113.808 | 2,23%              | Eleito    | [ 20 ] [ 17 ] |
| 2024 | Municipal de Fortaleza | PT      | Prefeito          | 480.174 | 34,33% (1.º turno) | Eleito    | [ 21 ]        |
| 2024 | Municipal de Fortaleza | PT      | Prefeito          | 716.133 | 50,38% (2.º turno) |           | [ 21 ]        |